# Pallag László
Pallag László (Békéscsaba, 1950. szeptember 16. – Békés, 2011. szeptember 24.) elektroműszerész, országgyűlési képviselő.

## Családja
Édesapja, Pallag László (1923) ötgyermekes kőművesmester fia, női-férfi fodrászként dolgozott különböző szolgáltató szövetkezetekben 1982. évi nyugdíjazásáig. Édesanyja, Oravecz Zsófia (1928) négygyermekes tanyasi gazdálkodók leánya. Négy polgárit végzett, a háztartást vezette, gyermekeit nevelte. Nyolc testvére van. Zsófia (1947), Klára (1952) és Eszter (1967) az apai mesterséget vitték tovább, női-férfi fodrászok. Márta (1948) kozmetikus, Péter (1955) és András (1960) autószerelő, Géza (1957) villanyszerelő, technikus, Anna (1963) egészségügyi dolgozó. 1976-ban kötött házasságot, felesége, Csipke Rózsa számítógép-programozó és könyvelő. Gyermekeik közül László (1976) sorállományú katona, Péter (1977) autószerelő.

## Életpályája
Az általános iskolát Békéscsabán végezte. 1969-ben Szentesen ipari szakközépiskolában érettségizett, és elektroműszerész-vizsgát tett.
1969-től 1982-ig Békéscsabán a 8. sz. Volán Vállalat műszerésze. Közben 1971-1973-ban Tatán letöltötte sorkatonai szolgálatát. 1982-től 1987-ig a Békéscsabai Kertészeti és Köztisztasági Vállalatnál dolgozott, gépjármű-villamossági műszerész volt. 1987-től 1994-ig egyéni gazdálkodó, kertészkedett, jószágot nevelt, később a család visszakapott földjén, mintegy húsz hektáron gazdálkodott. 1975-1980 között munkahelyén szakszervezeti bizalmi volt.

## Politikai pályája
Családjából többen tagjai voltak az 1945-ös kisgazdapártnak, az ő hatásukra lépett be 1989. július 22-én Békésen a Független Kisgazda, Földmunkás és Polgári Pártba. Előbb titkárhelyettes, 1990-ben titkár, 1991-ben a békési városi szervezet elnökévé választották. 1992 januárjától Békés megyei ügyvezető alelnök volt. 1993 januárjától Békés megyei elnök és az országos vezetőség tagja. Párttisztségein túl aktívan részt vett a régió társadalmi életében is. Gyermekkora óta a békéscsabai evangélikus egyházközség tagja. 1993 óta elnökhelyettese a békési Gazdakörnek, és pártoló tagja a Magyar Politikai Foglyok Országos Szövetsége városi szervezetének. 1994-től a Békési Tornaegylet tiszteletbeli elnöke volt.
Az 1990. évi önkormányzati választásokon az FKGP listájának harmadik helyéről beválasztották Békés város képviselő-testületébe. A lakáselosztó és segélyező bizottság elnöke volt, emellett az oktatási, művelődési és sportbizottság munkájában vett részt.
Az 1994. évi önkormányzati választásokon a párt listavezetőjeként ismét tagja lett a képviselő-testületnek, a sportbizottság elnöke volt. Az 1994. évi országgyűlési választásokon Békés megye 3. sz., Békés központú választókerületében a második fordulóban 26,33 százalékkal a harmadik helyen végzett. Az országos listán is jelölték (52.), mandátumát a Békés megyei területi lista vezetőjeként szerezte. Az Országgyűlésben a külügyi állandó bizottságban, azon belül az alapszerződésekkel foglalkozó albizottságban dolgozott. Az Interparlamentáris Unió magyar csoportja magyar-ukrán baráti tagozatának az alelnöke, a magyar-osztrák és a magyar-román baráti tagozat tagja volt.
Országos ismertségre az első Orbán-kormány alatt az olajbizottságban végzett munkája révén tett szert. Célja a közélet megtisztítása, a tisztázatlan olajszőkítési ügyek felderítése, az alvilág és a politika közötti összefonódások felszámolása volt.
2002-ben nem jutott be az Országgyűlésbe és a városi képviselő-testületbe. Azóta a közélettől visszavonultan élt Békésen.
2011. szeptember 24-én tragikus hirtelenséggel elhunyt.